# Gilbert Elliot, 2:e earl av Minto
Gilbert Elliot, 2:e earl av Minto, 2:e viscount Melgund, 2:e Baron Minto, 5:e Baronet, född 16 november 1782 i Glasgow, död 31 juli 1859 i Potsdam i Tyskland, var en brittisk politiker, son till Gilbert Elliot, 1:e earl av Minto.
Minto var 1835-1841 sjöminister (förste amiralitetslord) i lord Melbournes ministär och 1846-1852 under lord John Russell lordsigillbevarare, men utmärkte sig varken som politisk talare eller administratör.